# Конечности
Коне́чности — парные придатки тела у животных, обособленные от туловища или головы и обычно движимые мускульной силой (реже — гидравлически, нагнетанием жидкости). Служат у разных групп животных для опоры, передвижения, осязания и обоняния. Обычно конечностями называют придатки тела кольчатых червей, членистоногих и родственных им групп (тихоходки, онихофоры) и позвоночных. Придатки тела большинства типов беспозвоночных животных, исполняющие двигательную функцию (щупальца головоногих моллюсков, амбулакральные ножки, руки и лучи иглокожих и др.), не называются конечностями. Хотя в некоторых источниках непарные плавники рыб называются «непарными конечностями», они не гомологичны парным конечностям, не имеют поясов конечностей и обычно относятся сравнительными анатомами к осевому скелету. Так, хвостовой плавник рыб, ланцетника и круглоротых является частью хвоста.

## Конечности полихет (многощетинковых червей)

Строение сегментов многощетинкового червя (Nephthys sp.)

Простые конечности полихет — параподии. У большинства групп полихет параподии двуветвистые, их брюшная ветвь называется невроподия, а спинная — нотоподия. Типичная параподия внутри каждой ветви содержит крупную опорную щетинку — ацикулу. На каждой ветви имеются пучки более тонких, торчащих наружу щетинок, строение которых имеет важное значение для систематики. Каждая щетинка является продуктом секреции одной хетогенной клетки. На спинной, а иногда и на брюшной ветви имеется чувствительный придаток — усик, а иногда ещё и дыхательный вырост (жабра). У полихет из семейства афродитиды спинные усики параподий превратились в защитные чешуйки — элитры.
Параподии полихет используются для передвижения по дну и в толще воды, причем обычно они работают как «вёсла», но афродитиды с коротким телом (морские мыши) бегают по дну на параподиях. Щетинки парподий могут использоваться для парения в толще воды и защиты. Параподии никогда не используются полихетами для захвата пищи.

## Конечности членистоногих

### Общий план строения конечностей
Конечности членистоногих соединены с туловищем суставами и образуют подвижные многочленные рычаги, управляемые собственной мускулатурой. Первично у предковых форм, конечности, вероятно, присутствовали на каждом сегменте или на большинстве сегментов тела, в дальнейшем частично исчезли, частично превратились в органы с другой функцией — челюсти, ногочелюсти, копулятивные органы и т. п.

### Число конечностей
Обычно каждый сегмент тела несёт не более одной пары конечностей. У диплопод из-за попарного слияния сегментов большинство сегментов туловища несёт по две пары ног. У щитней наблюдается полиподия — их грудные (торакальные) сегменты несут по несколько пар ног.
Общее число конечностей и число пар ходильных конечностей сильно варьирует. У многоножки из класса диплопод Illacme plenipes более 600 ходильных ног, у большинства паукообразных 4 пары ходильных ног, у насекомых обычно 3 пары, у четырёхногих клещей 2 пары.

### Особенности строения конечностей основных групп членистоногих
У насекомых ходильные конечности одноветвистые и состоят из фиксированного числа отделов — тазика, вертлуга, бедра, голени и лапки, которая обычно состоит из нескольких члеников и заканчивается парными (реже непарными) коготками.
У ракообразных конечности исходно двуветвистые. Основание примитивной двуветвистой конечности состоит из двух члеников — проксимальный называется кокса, дистальный — базис. От базиса отходят две ветви — наружная (экзоподит) и внутренняя (эндоподит).

#### Основные типы конечностей насекомых
- Бегательного (ходильного) типа. Такие конечности встречаются у тараканов, клопов и жуков
- Хватательного типа. Такие виды как отр.Полужесткокрылые в.Водяной скорпион. Богомолы.
- Собирательного типа. Медоносные насекомые. На задней, последней паре конечностей имеется корзинка.
- Прыгательного типа. Кузнечики, саранча, блоха.
- Копательного. Медведка, многие жёсткокрылые.
- Плавательного. Большинство обитатели водоёмов.

## Конечности позвоночных
У позвоночных конечности парные, то есть имеются в двойном количестве..
Парные конечности позвоночных, точнее, грудные и брюшные плавники челюстноротых позвоночных, сформировались в результате фрагментации исходно цельных плавниковых складок. В дальнейшем плавники эволюционировали в передние и задние ноги тетрапод.

### Конечности рыб
У костных и хрящевых рыб конечностями являются парные плавники. Конечности кистеперых рыб дали начало типичным пятипалым передним и задним конечностям наземных позвоночных животных, которые обычно представляют собой сложные рычаги.

### Общий план строения конечностей тетрапод

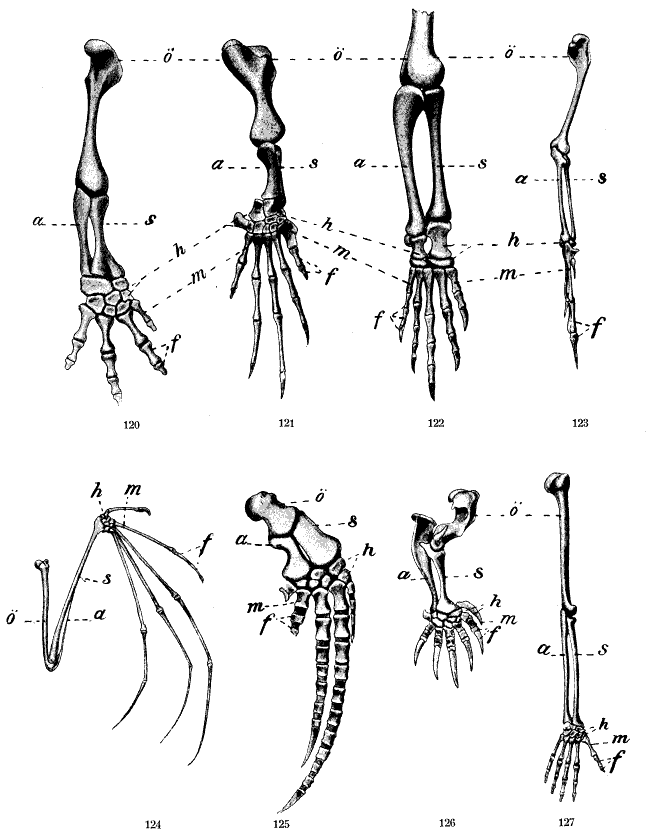
Кости конечностей позвоночных похожи друг на друга, несмотря на всё различие во внешнем строении и функциях конечностей

Передняя и задняя конечности наземных позвоночных состоят каждая из трёх отделов. Отделы передней конечности называются, от проксимального конца к дистальному: плечо, предплечье и кисть, отделы задней конечности — бедро, голень и стопа. У некоторых групп какие-то из этих отделов могут исчезать или видоизменяться. Так, у птиц появляется особый отдел задних конечностей — цевка, расположенный между голенью и пальцами. Кость цевки образуется в ходе эволюции путём срастания части костей предплюсны и плюсневых костей.
Скелет передней конечности включает одну плечевую кость, две кости предплечья (лучевую и локтевую, которые иногда срастаются), несколько костей запястья, обычно пять костей пясти и кости фаланг пальцев. Число пальцев каждой конечности варьирует в разных группах современных тетрапод от пяти до нуля (при полной редукции кисти). Число фаланг также сильно варьирует; наибольшее число фаланг характерно для китообразных.

### Видоизменения конечностей
В ходе эволюции позвоночных парные конечности подверглись значительным преобразованиям: у форм, которые летают, передние конечности превратились в крылья (птерозавры, птицы, летучие мыши), у других конечности стали орудиями для копания и рытья, у вернувшихся к жизни в воде — в ласты. Часто конечности приобретают дополнительные функции: у кротов передние конечности стали органами рытья, у обезьян — хватания, у человека — органами универсального назначения (руками).

### Редукцияконечностей
У животных, которые применяют при движении по суше волнообразные изгибания туловища, тазовый и плечевой пояса и конечности редуцируются, а в некоторых группах полностью исчезают (безногие земноводные, некоторые ящерицы, змеи).